# Moraleja
Moraleja (extremadurai nyelven La Moraleja) település Spanyolországban, Cáceres tartományban. Moraleja Zarza la Mayor, Cilleros, Vegaviana, Perales del Puerto, Gata, Huélaga, Casas de Don Gómez, Casillas de Coria, Cachorrilla, Pescueza és Ceclavín községekkel határos. Lakosainak száma 6578 fő (2024).

## Népesség
A település népessége az elmúlt években az alábbi módon változott:
| Lakosok száma | 7903 | 7916 | 7904 | 7998 | 7182 | 7072 | 6912 | 6750 | 6685 | 6578 |
|               | 2001 | 2004 | 2006 | 2009 | 2011 | 2014 | 2016 | 2019 | 2021 | 2024 |

## Híres személyek
- Pureza Canelo, spanyol költőnő itt született